# Albert Michailowitsch Demtschenko
Albert Michailowitsch Demtschenko (russisch Альберт Михайлович Демченко; * 27. November 1971 in Tschussowoi, Oblast Perm) ist ein ehemaliger russischer Rennrodler, Trainer und Sportlehrer.

## Werdegang
Seine erste Teilnahme bei Winterspielen war bei den Olympischen Spielen 1992 in Albertville. Zusammen mit Alexei Selenski belegte er den achten Platz im Doppelsitzer. Bei den Olympischen Spielen 1994 wurde er Neunter bzw. Siebter im Doppelsitzer. Beim Wettbewerb der Olympischen Spiele 1998 in Nagano absolvierte er nur drei Durchgänge und wurde im vierten Lauf disqualifiziert. Bei den Doppelsitzern belegte er Rang zehn. Bei den Spielen in Salt Lake City 2002 belegte er den fünften Platz. Bei den Olympischen Spielen 2010 in Vancouver verpasste er die Bronzemedaille nur um 0,03 Sekunden und erreichte Platz 4. Bei den Rennrodel-Weltmeisterschaften 2012 in Altenberg wurde er Vizeweltmeister im Einsitzer und im Team.
Seine größten Erfolge feierte Albert Demtschenko bei den Olympischen Spielen 2006 und 2014, als er hinter Armin Zöggeler beziehungsweise Felix Loch die Silbermedaille gewann. Eine weitere Silbermedaille gewann er im Teamwettbewerb. Mit 42 Jahren war Demtschenko der bis dahin älteste Teilnehmer bei Winterspielen, der eine Medaille in einer Einzelkonkurrenz gewinnen konnte, nur Curler waren älter.
Im Dezember 2017 wurden Demtschenko beide olympischen Medaillen von 2014 nach Veröffentlichungen über kontrolliertes Staatsdoping in Russland (McLaren-Report) durch das IOC aberkannt. Außerdem erhielt er gemeinsam mit weiteren russischen Sportlern – darunter seine Rennrodelkollegin Tatjana Iwanowa – eine lebenslange Sperre für die Olympischen Spiele. Daher blieb es ihm auch verwehrt, als neuer Trainer der russischen Rodler zu den Olympischen Winterspielen 2018 nach Pyeongchang zu reisen. Im Februar 2018 machte der Internationale Sportgerichtshof wegen ungenügender Beweislage die Aberkennung seiner Medaillen rückgängig und hob die Sperre auf.
Seine Tochter Wiktorija ist ebenfalls im Rennrodelsport aktiv.

## Erfolge

### Gesamtweltcup
| Saison  | Platz | Punkte |
| ------- | ----- | ------ |
| 2000/01 | 09.   | 0353   |
| 2001/02 | 011.  | 0250   |
| 2002/03 | 04.   | 0404   |
| 2003/04 | 09.   | 0345   |
| 2004/05 | 01.   | 0629   |
| 2005/06 | 04.   | 0497   |
| 2006/07 | 04.   | 0444   |
| 2007/08 | 03.   | 0454   |
| 2008/09 | 07.   | 0409   |
| 2009/10 | 02.   | 0534   |
| 2010/11 | 03.   | 0514   |
| 2011/12 | 08.   | 0337   |
| 2012/13 | 05.   | 0516   |
| 2013/14 | 014.  | 0253   |

### Weltcupsiege
| Nr. | Datum         | Ort         | Bahn                                              |
| --- | ------------- | ----------- | ------------------------------------------------- |
| 1.  | 9. Dez. 2002  | Oberhof     | Rennrodelbahn Oberhof                             |
| 2.  | 21. Nov. 2004 | Sigulda     | Rennrodel- und Bobbahn Sigulda                    |
| 3.  | 2. Jan. 2005  | Oberhof     | Rennrodelbahn Oberhof                             |
| 4.  | 6. Jan. 2005  | Königssee   | Kombinierte Kunsteisbahn am Königssee             |
| 5.  | 23. Jan. 2005 | Winterberg  | Bobbahn Winterberg                                |
| 6.  | 6. Nov. 2005  | Sigulda     | Rennrodel- und Bobbahn Sigulda                    |
| 7.  | 10. Dez. 2005 | Calgary     | Bob- und Rennschlittenbahn im Canada Olympic Park |
| 8.  | 7. Jan. 2007  | Königssee   | Kunsteisbahn Königssee                            |
| 9.  | 6. Jan. 2008  | Königssee   | Kunsteisbahn Königssee                            |
| 10. | 17. Feb. 2008 | Sigulda     | Rennrodel- und Bobbahn Sigulda                    |
| 11. | 7. Dez. 2008  | Sigulda     | Rennrodel- und Bobbahn Sigulda                    |
| 12. | 13. Dez. 2009 | Lillehammer | Bob- und Rennschlittenbahn Hunderfossen           |
| 13. | 3. Jan. 2010  | Königssee   | Kunsteisbahn Königssee                            |
| 14. | 13. Feb. 2011 | Paramonowo  | Bobbahn Paramonowo                                |
| 15. | 17. Dez. 2012 | Sigulda     | Rennrodel- und Bobbahn Sigulda                    |

| Nr. | Datum         | Ort       | Bahn                                 |
| --- | ------------- | --------- | ------------------------------------ |
| 1.  | 20. Feb. 2011 | Sigulda   | Rennrodel- und Bobbahn Sigulda       |
| 2.  | 14. Jan. 2014 | Altenberg | Rennschlitten- und Bobbahn Altenberg |